# Saison 1951-1952 de l'Associação Académica de Coimbra
 (novembre 2019).
Si vous disposez d'ouvrages ou d'articles de référence ou si vous connaissez des sites web de qualité traitant du thème abordé ici, merci de compléter l'article en donnant les références utiles à sa vérifiabilité et en les liant à la section « Notes et références ».
Maillots
Dernière mise à jour : 3 novembre 2019.
Chronologie
Saison précédente Saison suivante
Cet article traite de la saison 1951-1952 de l'Académica de Coimbra.
17e saison en championnat du Portugal de I Divisão, l'Académica termine 7e. 
En coupe, l'Académica n'arrive pas à rééditer la performance de la saison passée durant laquelle ils sont arrivés en finale. Lors de cette édition les étudiants chutent face au CF Belenenses en huitième de finale.
L'entraîneur qui va diriger les "étudiants" durant cette saison, est à nouveau, l'argentin Oscar Tellechea.

## Avant-saison

### Mercato
L'Académica de Coïmbra, comme à son habitude ne recrute pas beaucoup durant l'inter saison, car le club est exclusivement composé d'étudiants et peu d'entre eux ont un véritable statut de professionnel. 
Parmi les arrivées on note le retour d'António Curado, parti pour une saison au Boavista FC, et surtout le transfert du jeune Mário Wilson, qui va vite devenir une des légendes de l'Académica de Coïmbra, ainsi qu'un grand entraîneur lusophone.
Fait rare, il est à noter l'arrivée de Polleri, qui est aussi le gardien de but de la section handball de l'Académica.
| Transferts        |                      |                 |         |                        |                      |
| Nom               | Nationalité          | Transfert       | Montant | Provenance/Destination | Division             |
| Arrivées          |                      |                 |         |                        |                      |
| Mário Wilson      | Portugal/ Mozambique | Transfert       | inconnu | Sporting CP            | I Divisão            |
| Francisco Abreu   | Portugal             | Transfert       | inconnu | SC Olhanense           | I Divisão            |
| António Curado    | Portugal             | Transfert       | inconnu | Boavista FC            | I Divisão            |
| Francisco Delfino | Portugal             | Transfert       | inconnu | SC Olhanense           | I Divisão            |
| Alberto Sousa     | Portugal             | Transfert       | inconnu | CS Marítimo            | I Divisão AF Madeira |
| Polleri           | Portugal             | Transfert       | inconnu | formé au club          | Handball             |
| Eugénio           | Portugal             | Transfert       | inconnu | formé au club          | Juniors              |
| Daniel Malícia    | Portugal             | Transfert       | inconnu | formé au club          | Juniors              |
| Départs           |                      |                 |         |                        |                      |
| Prates            | Portugal             | Fin de carrière | -       | -                      | -                    |
| Portugal          | Portugal             | Fin de carrière | -       | -                      | -                    |
| Ulisses Oliveira  | Portugal             | Transfert       | inconnu | Sporting CP            | I Divisão            |
| Garnacho          | Portugal             | Transfert       | inconnu | Leões Santarém         | II Divisão           |

## Effectif
Effectif des joueurs de l'Académica de Coimbra lors de la saison 1951-1952.

## Les rencontres de la saison

### Campeonato Nacional da I Divisão
L'Académica réalise une saison difficile fleurtant tout au long de la saison avec la relégation. La Briosa, se sauve grâce à ses 6 dernières rencontres sans défaites (3 victoires, 3 nuls).
| Date              | Journée | Adversaire        | Lieu | Score | Buteurs de l'AAC                                                      | Class. | Public |
| ----------------- | ------- | ----------------- | ---- | ----- | --------------------------------------------------------------------- | ------ | ------ |
| 23 septembre 1951 | J01     | Atlético CP       | Dom. | 1 - 0 | Duarte 32e                                                            | 3e     | n.c    |
| 30 septembre 1951 | J02     | Sporting CP       | Ext. | 4 - 0 | -                                                                     | 8e     | n.c.   |
| 7 octobre 1951    | J03     | SL Benfica        | Dom. | 0 - 3 |                                                                       | 8e     | n.c    |
| 14 octobre 1951   | J04     | GD Estoril Praia  | Ext. | 5 - 3 | Mário Wilson 57e et Bentes 83e et 89e                                 | 12e    | n.c    |
| 21 octobre 1951   | J05     | Oriental          | Dom. | 2 - 0 | Bentes 4e et Mário Wilson 52e                                         | 9e     | n.c    |
| 28 octobre 1951   | J06     | Vitoria Guimarães | Ext. | 3 - 1 | Duarte 41e                                                            | 11e    | n.c    |
| 4 novembre 1951   | J07     | SC Braga          | Dom. | 1 - 1 | Duarte 47e                                                            | 12e    | n.c    |
| 11 novembre 1951  | J08     | Boavista FC       | Ext. | 3 - 0 |                                                                       | 12e    | n.c.   |
| 18 novembre 1951  | J09     | SC Salgueiros     | Dom. | 8 - 1 | Bentes 1re, 2e, 49e et 70e, Mário Wilson 17e et 85e et Gil 65e et 67e | 11e    | n.c    |
| 25 novembre 1951  | J10     | FC Porto          | Ext. | 3 - 0 |                                                                       | 12e    | n.c    |
| 2 décembre 1951   | J11     | FC Barreirense    | Dom. | 2 - 3 | Neves Pires 79e et Bentes 82e                                         | 12e    | n.c    |
| 9 décembre 1951   | J12     | SC Covilhã        | Dom. | 1 - 3 | Mário Wilson 49e                                                      | 12e    | n.c    |
| 16 décembre 1951  | J13     | CF Belenenses     | Ext. | 2 - 0 |                                                                       | 12e    | n.c    |
| 6 janvier 1952    | J14     | Atlético CP       | Ext. | 0 - 1 | Macedo 22e                                                            | 12e    | n.c    |
| 13 janvier 1952   | J15     | Sporting CP       | Dom. | 3 - 3 | Gil 20e et 68e et Macedo 66e                                          | 11e    | n.c.   |
| 20 janvier 1952   | J16     | SL Benfica        | Ext. | 4 - 0 | -                                                                     | 11e    | n.c    |
| 27 janvier 1952   | J17     | GD Estoril Praia  | Dom. | 4 - 0 | Bentes 15e, Jorge Santos 70e, c.s.c. 76e, Pinho 88e                   | 11e    | n.c    |
| 3 février 1952    | J18     | Oriental          | Ext. | 1 - 0 |                                                                       | 11e    | n.c    |
| 10 février 1952   | J19     | Vitoria Guimarães | Dom. | 0 - 0 | -                                                                     | 11e    | n.c    |
| 17 février 1952   | J20     | SC Braga          | Ext. | 2 - 0 |                                                                       | 11e    | n.c    |
| 2 mars 1952       | J22     | SC Salgueiros     | Ext. | 1 - 2 | Macedo 2e et Bentes 50e                                               | 11e    | n.c.   |
| 9 mars 1952       | J21     | Boavista FC       | Dom. | 5 - 1 | Bentes 9e, 21e et 25e, Nana 50e et Duarte 84e                         | 11e    | n.c    |
| 16 mars 1952      | J23     | FC Porto          | Dom. | 1 - 1 | c.s.c. 73e                                                            | 11e    | n.c    |
| 23 mars 1952      | J24     | FC Barreirense    | Ext. | 2 - 2 | Duarte 48e et 59e                                                     | 11e    | n.c    |
| 30 mars 1952      | J25     | SC Covilhã        | Ext. | 0 - 0 | -                                                                     | 10e    | n.c    |
| 6 avril 1952      | J26     | CF Belenenses     | Dom. | 2 - 1 | Bentes 26e et 85e                                                     | 7e     | n.c    |

Légende
Dom. = à domicile; Ext. = à l'extérieur; Class. = classement

### Taça de Portugal
L'Académica ne réalise pas l'exploit de l'édition précédente, elle est même éliminée dès le tour auquel elle participe, notamment par une cinglante défaite à Lisbonne (5 à 1), lors du match retour l'opposant au CF Belenenses.
| Date        | Tour | Adversaire    | Lieu | Score | Buteurs de l'AAC              | Public |
| ----------- | ---- | ------------- | ---- | ----- | ----------------------------- | ------ |
| 4 mai 1952  | 1/8e | CF Belenenses | Dom. | 2 - 2 | Neves Pires 12e et Bentes 13e | n.c.   |
| 11 mai 1952 | 1/8e | CF Belenenses | Ext. | 5 - 1 | Delfino 1re                   | n.c.   |

Légende
Dom. = à domicile ; Ext. = à l'extérieur

## Statistiques

### Statistiques collectives
| Compétition      | Débute au tour | Place ou tour final | Matches joués | Gagnés | Nuls | Perdus | Buts pour | Buts contre | Différence |
| I Divisão        | 1re Journée    | 7e                  | 26            | 8      | 6    | 12     | 39        | 47          | -8         |
| Taça de Portugal | 1/8e           | 1/8e                | 2             | 0      | 1    | 1      | 3         | 7           | -4         |
| Total            | -              | -                   | 28            | 8      | 7    | 13     | 42        | 54          | -12        |